# Esola spelaea
Esola spelaea är en kräftdjursart som först beskrevs av Claude Chappuis 1938.  Esola spelaea ingår i släktet Esola och familjen Laophontidae. Inga underarter finns listade i Catalogue of Life.